# Pepper Pike
Pepper Pike város az USA Ohio államában, Cuyahoga megyében. Lakosainak száma 6796 fő (2020. április 1.).

## Népesség
A település népességének változása:

| 2010 | 5 979 |
| 2020 | 6 796 |